# Os Inovadores - Uma Biografia da Revolução Digital
Os Inovadores - Uma Biografia da Revolução Digital (em inglês:  The Innovators: How a Group of Inventors, Hackers, Geniuses, and Geeks Created the Digital Revolution) é um livro lançado em 2014, escrito por Walter Isaacson. O livro detalha a história da revolução digital através de várias pessoas que foram fundamentais na criação dos primeiros computadores e depois sistemas maiores, como a Internet. O autor também afirma que muitos sucessos dos inovadores ao longo da história aconteceram muitas vezes com a ajuda de outros colaboradores via trabalho em equipe.
Alguns dos inovadores cobertos pelo livro são:
- Charles Babbage
- Ada Lovelace
- Vannevar Bush
- Alan Turing
- Grace Hopper
- John Mauchly
- John von Neumann
- J.C.R. Licklider
- Doug Engelbart
- Robert Noyce da Intel
- Bill Gates da Microsoft
- Steve Wozniak da Apple
- Steve Jobs da Apple
- Tim Berners-Lee
- Larry Page da Google
- Jimmy Wales da Wikipédia

## Sinopse
Os Inovadores é uma viagem desde o início da ciência da computação até aos dias de hoje, e acaba fazendo um balanço do que aconteceu nesta simbiose entre máquinas e humanos. Os capítulos do livro são: 
- Ada, Countess of Lovelace
- The Computer
- Programming
- The Transistor
- The Microchip
- Video Games
- The personal computer
- Software
- Online
- The Web
- Ada forever.